# Struktura bardzka
Struktura bardzka – jednostka geologiczna w Sudetach.
Położona pomiędzy krą sowiogórską od północnego zachodu, niecką śródsudecką od południowego zachodu, intruzją kłodzko-złotostocką od południowego wschodu oraz metamorfikiem kłodzkim od południa. Od północnego wschodu oddzielona uskokiem brzeżnym sudeckim od bloku przedsudeckiego.
Struktura powstała w orogenezie waryscyjskiej, w wyniku sedymentacji detrytycznej w środowisku morskim, we wschodnich częściach śródgórskiego basenu. Strukturę bardzką tworzą sfałdowane skały osadowe, a podrzędnie także wulkaniczne, od ordowiku po dolny karbon, lokalnie przykryte kenozoicznymi niezlityfikowanymi (luźnymi) skałami osadowymi. Przeważają dolnokarbońskie morskie skały osadowe typu fliszowego, które zajmują ponad 80% powierzchni terenu. Są to mułowce, piaskowce oraz zlepieńce bez fauny. Znacznie rzadsze są wapienie dolnokarbońskie z bardzo licznym zespołem skamieniałości. W obrębie fliszowych osadów dolnokarbońskich występują olistolity skał starszych: piaskowce ordowickie, sylurskie łupki ilaste z graptolitami i wkładkami lidytów. Dewon reprezentują piaskowce, często z florą psylofitową, mułowce i radiolaryty. Tektonika struktury bardzkiej jest złożona, jest to kilka generacji fałdów o różnych kierunkach. Ich powstanie związane jest z różnymi fazami orogenezy waryscyjskiej.
Rozciąga się na obszarze o powierzchni blisko 250 km². Buduje większą część Gór Bardzkich w Sudetach Środkowych.